# Arc Hebdo

Arc Hebdo est un hebdomadaire gratuit de l'Arc jurassien issu, en 1993, de la collaboration de « La Semaine jurassienne », publiée à Delémont, « La Gazette », publiée à Moutier, et « Centre-Affaires », publié à La Chaux-de-Fonds.

## Description
Il est distribué dans le canton du Jura, dans les districts de Moutier, de Courtelary, de La Chaux-de-Fonds et Le Locle.